# Cryptinglisia lounsburyi
Cryptinglisia lounsburyi (лат.) — вид полужесткокрылых насекомых-кокцид рода Cryptinglisia из семейства ложнощитовки (Coccidae).

## Распространение
Африка: Зимбабве, ЮАР. Европа: Италия. Южная Америка: Аргентина.

## Описание
Питаются соками таких растений, как Asteraceae: Baccharis; Geraniaceae: Geranium , Pelargonium peltatum; Vitaceae: Vitis vinifera.
Вид был впервые описан в 1900 году энтомологом Теодором Коккереллем (Theodore Dru Alison Cockerell).
Таксон Cryptinglisia lounsburyi включён в состав рода Cryptinglisia Cockerell, 1900 (триба Cardiococcini) вместе с видами Cryptinglisia zizyphi, Cryptinglisia elytropappi, Cryptinglisia patagonica.